# Ансамбль дома призрения бедных имени Г. И. Хлудова
Дом призрения для бедных имени Герасима Ивановича Хлудова — исторический комплекс зданий в Москве, расположенный в Сыромятническом проезде, построенный в память о Герасиме Ивановиче Хлудове его дочерями после смерти отца на завещанные им на благотворительность деньги. Ансамбль является памятником архитектуры и относится к числу объектов культурного наследия регионального значения.

## История создания
В 1884 году, после смерти своего сына Павла, купец 1-й гильдии и владелец Егорьевской мануфактуры Герасим Иванович Хлудов решил создать благотворительное заведение на свои капиталы. Для этого он приобрёл у купца Васильева владение — бывшую фабрику с господским домом на берегу Яузы в районе Сыромятников. Однако завершить проект Хлудов не успел, скончавшись 7 июня 1885 года, однако он успел выделить деньги на строительство.
Дело создания богадельни продолжили его четыре дочери: Прасковья Герасимовна Прохорова, Клавдия Герасимовна Вострякова, Александра Герасимовна Найденова и Любовь Герасимовна Лукутина. Наследницы передали благотворительную организацию в ведение Московского купеческого общества. В соответствии с пожеланиями отца оно получило название «Дом Призрения Бедных в Москве Мануфактур Советника Герасима Ивановича Хлудова».
8 мая 1888 года состоялось его торжественное открытие богадельни и она начала принимать своих первых жильцов — престарелых, инвалидов и людей, оставшихся без средств к существованию. В день открытия в богадельню было помещено 50 женщин и 30 мужчин. К 1913 году в богадельне уже содержалось 105 человек, а в домах бесплатных квартир проживало 570 вдов с детьми.
Наследницы сами продолжали вкладывать деньги и расширять благотворительность. В 1897 году дочь Г. И. Хлудова Прасковья Герасимовна Прохорова пожертвовала 150 000 рублей на постройку и обеспечение неприкосновенным капиталом еще одного дома бесплатных квартир и на устройство женского ремесленного училища на 60 учениц. Также в память рано умершего мужа и матери Прасковья Герасимовна пожертвовала 100 000 рублей на устройство при богадельне «отделения для слабых и одержимых недугами престарелых лиц женского пола, нуждающихся в медицинской помощи». Другая дочь Клавдия Герасимовна Вострякова пожертвовала 40 000 рублей на устройство в одном из корпусов «Дома призрения» начальной школы с проживанием для сирот. В 1893 году было открыто училище на 35 учеников и учениц, которому было присвоено имя Востряковых.
Таким образом, в Сыромятниках сложился целый благотворительный городок.

## Архитектурные особенности
Проект был поручен архитектору Б. В. Фрейденбергу. Здание построено в в стиле эклектики, с элементами неорусского и неоклассического стилей. Архитектура здания характеризуется массивными кирпичными фасадами, декорированными лепниной и арками. Центральный ризалит выделен полуколоннами и башенками, украшающими высокий щипцовый фронтон, а над богадельней возвышается большой купол домовой церкви в честь Преподобного Герасима Иорданского и святых апостолов Петра и Павла.
Строительство одного из корпусов бесплатных квартир было поручено архитектору Л. Н. Кекушеву.
Внутренние помещения были спроектированы таким образом, чтобы обеспечить максимальное удобство для проживающих. Комплекс включал бесплатные квартиры для вдов с сиротами, которые были востребованы в Москве.

## Современное состояние
Благотворительный комплекс прекратил свою работу в 1918 году. В его зданиях разместились различные учреждения, включая конторы, а позднее — Научно-исследовательский институт Академии наук. Храм, который был частью комплекса, был разрушен: его помещение разделили на несколько этажей. Большая парковая зона, находившаяся на территории, была застроена.
В настоящее время все здания ансамбля сохранились. Однако с течением времени они утратили свою первоначальную функцию. По состоянию на 2024 год в главном здании здании находится АО НТЦ Промтехаэро, бывшем здании бесплатных квартир — общежитие МВД.